# Turdus eremitus
Turdus eremitus là một loài chim trong họ Turdidae.
Loài này trước đây có danh pháp khoa học Nesocichla eremita, loài duy nhất trong chi Nesocichla, là một phần của nhóm hoét Nam Mỹ. Do tính cận ngành của chúng với chi Turdus, nên sau được đổi lại danh pháp như hiện nay.